# Gilles Schnepp
Gilles Schnepp (Lione, 16 ottobre 1958) è un manager francese.
È un amministratore delegato francese. È stato presidente e amministratore delegato del gruppo Legrand da marzo 2006 a febbraio 2018, quindi presidente fino al 2020. Nel marzo 2021 è stato nominato presidente di Danone.
Si è laureato all'HEC Paris.
Nel 2007 Gilles Schnepp ha ricevuto la Legion d'Onore dalla Francia.
Nel 2012 ha ricevuto il titolo di Ufficiale dell'Ordine Nazionale al Merito di Francia.